# François Beaugendre
François Beaugendre, nacido el 25 de julio de 1880 en Salbris-Loir-et-Cher, Francia, fue un ciclista francés. Su data de defunción es el 6 de enero de 1936. Participó en cuatro Tour, entre ellos el primer Tour de Francia, en 1903, quedando noveno clasificado, a casi once horas del ganador Maurice Garin.
Era hermano de los también ciclistas Joseph y Omer Beaugendre.

## Palmarés
1904
- 1 etapa del Tour de Francia

## Resultados en el Tour de Francia
Durante su carrera deportiva ha conseguido los siguientes puestos en el Tour de Francia:
| Carrera         | 1903 | 1904 | 1905 | 1906 | 1907 |
| --------------- | ---- | ---- | ---- | ---- | ---- |
| Tour de Francia | 9º   | Ab.  | -    | Ab.  | 5º   |

## Enlaces Wikipedia francés
- Wikipedia en francés de François Beaugendre